# زولتان كوهارسزكي
زولتان كوهارسزكي مواليد 8 يوليو 1959 في بودابست، هو لاعب كرة مضرب مجري سابق بدأ مسيرته كمحترف سنة 1980، أنهى مسيرته كلاعب في سنة 1985.

## النهائيات
| الحصيلة | الرقم | التاريخ | الدورة                            | الأرضية | الشريك          | المنافس في النهائي             | النتيجة في النهائي |
| ------- | ----- | ------- | --------------------------------- | ------- | --------------- | ------------------------------ | ------------------ |
| الفوز   | 1.    | 1982    | بطولة بوينس آيرس للتنس, الأرجنتين | ترابية  | هانز كاري       | أنخل جيمينيز مانويل أورانتس    | 7–5, 6–2           |
| الوصافة | 1.    | 1983    | مدريد، إسبانيا                    | ترابية  | ماركوس غونثاردت | هاينز جنثارت بافيل سلوجيل      | 3–6, 3–6           |
| الوصافة | 2.    | 1983    | البندقية، إيطاليا                 | ترابية  | ستيف كروليفيتز  | فرانسيسكو غونزاليس فيكتور بيسي | 1–6, 2–6           |
| الوصافة | 3.    | 1983    | كيتزبوهيل، النمسا                 | ترابية  | كولين داودسويل  | فويتشخ فيباك بافيل سلوجيل      | 5–7, 2–6           |
| الفوز   | 2.    | 1983    | تل أبيب, إسرائيل                  | صلبة    | كولين داودسويل  | بيتر إلتر بيتر فيجل            | 6–4, 7–5           |

## روابط خارجية
- زولتان كوهارسزكي على موقع رابطة محترفي التنس (الإنجليزية)
- زولتان كوهارسزكي على موقع الاتحاد الدولي لكرة المضرب (الإنجليزية)
- زولتان كوهارسزكي على موقع كأس ديفيز (الإنجليزية)
- زولتان كوهارسزكي على موقع خلاصة التنس.كوم (الإنجليزية)